# Kevin Magee (koszykarz)
Kevin Dornell Magee (ur. 24 stycznia 1959 w Gary, zm. 23 października 2003) – amerykański koszykarz, występujący na pozycjach silnego skrzydłowego lub środkowego.

## Osiągnięcia
Stan na 28 listopada 2019, na podstawie, o ile nie zaznaczono inaczej.
College
- Koszykarz roku konferencji Pacific Coast Athletic Association (PCAA – 1981, 1982)[4]
- Zaliczony do: 
  - I składu All-American (1981 przez Associated Press, 1982 przez Associated Press, USBWA)
  - II składu All-American (1982 United Press International)
- Drużyna UC Irvine Anteaters zastrzegła należący do niego numer 44

Drużynowe
- Mistrz Izraela (1985–1990)
- Wicemistrz:
  - Puchar Europy Mistrzów Krajowych (1987, 1988, 1989)
  - Europejskiego Pucharu Zdobywców Pucharów (1991)
- 3. miejsce w Pucharze Europy Mistrzów Krajowych (1985)
- Zdobywca pucharu:
  - Hiszpanii (1984)
  - Izraela (1985–1987, 1989, 1990)

Indywidualne
- Uczestnik meczu gwiazd hiszpańskiej ligi ACB (1990)
- Lider:
  - strzelców ligi włoskiej (1983)
  - w zbiórkach ligi:
    - francuskiej (1993)
    - włoskiej (1983, 1992)
    - izraelskiej (1994)